# Coupe d'Océanie de rugby à XV 2008
Navigation
Coupe d'Océanie
 2007 Coupe d'Océanie 2009
Le Coupe d'Océanie de rugby à XV 2008 est un tournoi organisé par la Federation of Oceania Rugby Unions qui oppose les nations d'Océanie. La compétition se déroule du 16 août au 30 août 2008 à Nouméa et Rarotonga.

## Équipes engagées
La compétition se dispute sous le format d'un mini-tournoi entre les quatre équipes suivantes :
- Îles Cook
- Nouvelle-Calédonie
- Niue
- Vanuatu

## Tableau
|  | Demi-finales                                         | Demi-finales                                 |                    |   | Finale                                       | Finale                                       |
|  | Demi-finales                                         | Demi-finales                                 |                    |   | Finale                                       | Finale                                       |
|  |                                                      |                                              |                    |   |                                              |                                              |
|  | le 16 août 2008, Stade Rivière Salée, Nouméa         | le 16 août 2008, Stade Rivière Salée, Nouméa |                    |   | le 30 août 2008, Stade Rivière Salée, Nouméa | le 30 août 2008, Stade Rivière Salée, Nouméa |
|  | le 16 août 2008, Stade Rivière Salée, Nouméa         | le 16 août 2008, Stade Rivière Salée, Nouméa |                    |   | le 30 août 2008, Stade Rivière Salée, Nouméa | le 30 août 2008, Stade Rivière Salée, Nouméa |
|  | Nouvelle-Calédonie                                   | 29                                           |                    |   | le 30 août 2008, Stade Rivière Salée, Nouméa | le 30 août 2008, Stade Rivière Salée, Nouméa |
|  | Nouvelle-Calédonie                                   | 29                                           |                    |   | le 30 août 2008, Stade Rivière Salée, Nouméa | le 30 août 2008, Stade Rivière Salée, Nouméa |
|  | Vanuatu                                              | 20                                           |                    |   | le 30 août 2008, Stade Rivière Salée, Nouméa | le 30 août 2008, Stade Rivière Salée, Nouméa |
|  | Vanuatu                                              | 20                                           | Nouvelle-Calédonie | 5 |                                              |                                              |
|  | le 16 août 2008, Tereora National Stadium, Îles Cook |                                              | Nouvelle-Calédonie | 5 |                                              |                                              |
|  |                                                      | Niue                                         | 27                 |   |                                              |                                              |
|  | Îles Cook                                            | Niue                                         | 27                 | 7 |                                              |                                              |
|  | Îles Cook                                            |                                              |                    | 7 |                                              |                                              |
|  | Niue                                                 | 18                                           |                    |   |                                              |                                              |
|  | Niue                                                 | 18                                           |                    |   |                                              |                                              |

## Finale
| 30 août 2008 | Nouvelle-Calédonie | 5 – 27 | Niue | Stade Rivière Salée Nouméa |
| 30 août 2008 |                    |        |      | Stade Rivière Salée Nouméa |
| 30 août 2008 |                    |        |      | Stade Rivière Salée Nouméa |